# 2600: The Hacker Quarterly
2600: The Hacker Quarterly é uma revista dos Estados Unidos de periodicidade trimestral. Desta forma suas edições são nomeadas pelas estações do ano.
O nome provém de uma frequência de 2.600Hz que era utilizada como sinalização em centrais telefônicas analógicas e que fôra utilizada em circuitos para enganar o sistema telefônica para a realização de chamadas sem tarifação. Originalmente esta frequência podia ser gerada por um apito que veio como brinde nas caixas de cerais matinais "Cap'n Crunch".
A revista é bastante conhecida pelo seu conteúdo direcionado ao público phreaker e hacker, sendo uma das pioneiras na disseminação tanto do conteúdo técnico como no impacto social da tecnologia.
Durante a prisão de Kevin Mitnick a revista publicava na capa a mensagem FREE KEVIN em fotos tiradas em lugares públicos e por vezes inusitados, que supostamente pertenciam ao status quo.